# بشير عبدي
بشير عبدي هو عداء مسافات طويلة بلجيكي وصومالي، ولد في 10 فبراير 1989 في مقديشو في الصومال.

## وصلات خارجية
- بشير عبدي على موقع الاتحاد الدولي لألعاب القوى (الإنجليزية)
- بشير عبدي على موقع الاتحاد الأوروبي لألعاب القوى (الإنجليزية)
- بشير عبدي على موقع الدوري الماسي (الإنجليزية)
- بشير عبدي على موقع اللجنة الأولمبية الدولية (الإنجليزية)
- بشير عبدي على موقع أوليمبيديا (الإنجليزية)
- بشير عبدي على موقع اللجنة الأولمبية البلجيكية (الهولندية)